# Dandie Dinmont terrier
Dandie Dinmont terrier – jedna z ras psów, należąca do grupy terierów, zaklasyfikowana do sekcji terierów krótkonożnych. Nie podlega próbom pracy.

## Rys historyczny
Ten krótkonożny terier został wyhodowany w XVII wieku do polowania na borsuki oraz wydry na granicy pomiędzy Szkocją a Anglią. Nazwa rasy pochodzi od Dandie Dinmonta – farmera z powieści Guy Mannering lub Astrolog Waltera Scotta. Scott nadał również nazwy kolorom szaty teriera, pochodzących od imion psów Dinmonta. W tych czasach Dandie Dinmont terriery zostały dopisane do listy zagrożonych ras rodzimych przez brytyjski związek kynologiczny. Rasa oficjalnie uznana w 1876 roku.

## Wygląd

### Budowa
Dandie Dinmont terrier posiada muskularne, wydłużone ciało o krótkich nogach, grzbiet jest wygięty, charakterystyczny czub na głowie. Oczy są ciemnobrązowe.

### Szata i umaszczenie
Włos jest średniej długości. Dopuszczane są dwie maści:
- pieprzu – szara
- musztardy – brązowa

### Uszy
Ma nisko osadzone, zwisające uszy

## Użytkowość
Dawniej był to pies myśliwski z usposobienia uparty, wykorzystywany do polowań na lisy borsuki i wydry.